# Haruna Moshi
Haruna Moshi Shaban (ur. 26 lutego 1984 w Taborze) – tanzański piłkarz występujący na pozycji ofensywnego pomocnika.

## Kariera klubowa
Moshi karierę rozpoczynał w 2004 roku w zespole Simba SC. W 2005 roku zdobył z nim mistrzostwo Tanzanii. Na początku 2008 roku przeszedł do omańskiego klubu Muscat FC. Grał tam przez pół roku.
W 2008 roku Moshi wróćił do Simby. W 2010 roku zdobył z nią mistrzostwo Tanzanii. W tym samym roku wyjechał do Szwecji, by grać w tamtejszym Gefle IF. W Allsvenskan zadebiutował 15 marca 2010 roku w zremisowanym 0:0 pojedynku z Elfsborgiem. W barwach Gefle zagrał 5 razy.
W 2011 roku ponownie został graczem Simby. W 2012 roku wywalczył z nią mistrzostwo Tanzanii. Następnie grał w takich klubach jak: Coastal Union FC (2013-2015), Mbeya City FC (2015-2017), Friends Rangers FC (2017-2018), African Lyon FC (2018), Young Africans SC (2019) i Singida United FC (2019-2020).

## Kariera reprezentacyjna
W reprezentacji Tanzanii Moshi zadebiutował w 2007 roku. Do 2012 roku rozegrał w niej 16 meczów.